# Phakopsora zeae
Phakopsora zeae är en svampart som först beskrevs av Mains, och fick sitt nu gällande namn av Buriticá 1994. Phakopsora zeae ingår i släktet Phakopsora och familjen Phakopsoraceae.   Inga underarter finns listade i Catalogue of Life.